# Neuseeländische Eishockeynationalmannschaft
Die neuseeländische Eishockeynationalmannschaft wird nach der Weltmeisterschaft 2023 in der IIHF-Weltrangliste auf Platz 42 geführt. Spitzname des Teams ist Ice Blacks.

## Geschichte
Die neuseeländische Eishockeyauswahl nahm erstmals 1987 an einer Weltmeisterschaft teil. Es handelte sich dabei um die D-WM im Nachbarland Australien. Bei dieser WM erzielten die Ozeanier mit 19:0 gegen Hongkong ihren höchsten WM-Sieg, mussten jedoch mit 0:58 gegen Australien auch die höchste Niederlage hinnehmen.  Seit 1996 ist die neuseeländische Mannschaft ununterbrochen bei Weltmeisterschaften der Herren vertreten. Dabei pendelt sie zwischen den beiden untersten Spielklassen. 2003 wurde Neuseeland erstmals die Austragung der Division III übertragen, was die Mannschaft zum Sieg in dieser Gruppe und damit zum Aufstieg nutzte. Als drei Jahre später die Gruppe B der Division II ebenfalls in Auckland stattfand, nutzte dies dem Team nichts, es blieb sieglos und musste wieder in die Division III absteigen. Bei der WM 2007 gelang den Neuseeländern in Dundalk (Republik Irland) durch den Gruppensieg vor den Gastgebern aber der sofortige Wiederaufstieg, dem 2008 wiederum ohne Punktgewinn der Abstieg folgte. Mit dem sofortigen Wiederaufstieg bei der Heim-WM 2009 entwickeln sich die Neuseeländer langsam aber sicher zur Fahrstuhlmannschaft. Bei der folgenden Weltmeisterschaft im estnischen Narva gelang dann erstmals nach fünf Jahren der Klassenerhalt in der Division II. Seither spielt die Mannschaft durchgängig in der Division II.
Inzwischen besteht auch eine Frauen-Nationalmannschaft, die seit 2005 ebenfalls an Weltmeisterschaften teilnimmt. Bereits im Jahr der ersten Teilnahme richtete der neuseeländische Verband die Division IV der Frauen-WM in Dunedin aus. Auch an den Weltmeisterschaften der Junioren (U-20 und U-18) nehmen neuseeländische Teams teil. Sie spielen dort jeweils in der Division III, der untersten Liga.

## Platzierungen

### Weltmeisterschaften
- bis 1986 keine Teilnahme
- 1987: Platz 27 (3. D-WM)
- 1989: Platz 29 (5. D-WM)
- 1990–94: keine Teilnahme
- 1995: Platz 39 (10. C2-WM)
- 1996: nicht qualifiziert (Ozeanien-Qualifikation)
- 1997: Platz 40 (2. inoffizielle E-WM)
- 1998: Platz 38 (6. D-WM)
- 1999: Platz 37 (6. D-WM)
- 2000: Platz 39 (6. D-WM)
- 2001: Platz 40 (6. Division II, Gr. A)
- 2002: Platz 43 (3. Division III)
- 2003: Platz 41 (1. Division III)
- 2004: Platz 37 (5. Division II, Gr. B)
- 2005: Platz 38 (5. Division II, Gr. A)
- 2006: Platz 39 (6. Division II, Gr. B)
- 2007: Platz 41 (1. Division III)
- 2008: Platz 39 (6. Division II, Gr. B)
- 2009: Platz 41 (1. Division III)
- 2010: Platz 36 (4. Division II, Gr. B)
- 2011: Platz 32 (2. Division II, Gr. A)
- 2012: Platz 34 (6. Division II, Gr. A)
- 2013: Platz 36 (2. Division II, Gr. B)
- 2014: Platz 37 (3. Division II, Gr. B)
- 2015: Platz 36 (2. Division II, Gr. B)
- 2016: Platz 38 (4. Division II, Gr. B)
- 2017: Platz 36 (2. Division II, Gr. B)
- 2018: Platz 36 (2. Division II, Gr. B)
- 2019: Platz 37 (3. Division II, Gr. B)
- 2022: Teilnahme abgesagt
- 2023: Platz 38 (4. Division II, Gr. B)
- 2024: Platz 36 (2. Division II, Gr. B)
- 2025: Platz 37 (3. Division II, Gr. B)

### Trans-Tasman Challenge
- Sieger 2018 und 2019